# Frank Cavett
Frank Cavett (Jackson, 27 de dezembro de 1905 - Santa Mônica, 27 de março de 1973) foi um roteirista estadunidense. Ele ganhou dois Oscars, um de melhor roteiro adaptado pelo filme O Bom Pastor (1944) e o outro de melhor história original por O maior espetáculo da Terra (1952).
Cavett também colaborou com Dorothy Parker em Desespero (1947) e trabalhou em Os Dias Escolares de Tom Brown (1940), Amor da Minha Vida (1940), Cavalgada de Melodias (1942) e O Coração Não Envelhece (1945).